# Titi (personagem)
Titi é um personagem criado por Mauricio de Sousa para a Turma da Mônica. É adolescente e um dos mais velhos da turma.
É membro da "Turma do Bermudão", com Jeremias, Franjinha e Manezinho.

## Criação
Titi foi criado em 6 de fevereiro de 1960 pelo cartunista Mauricio de Sousa, inspirado em um de seus sobrinhos.

## Características

### Aparência
É um garoto com uma camisa listrada e um short preto, bermudão azul ou short vermelho. Muito bom em varias brincadeiras, às vezes se exibe pra outras meninas e tem uma cabeça enorme. Apresenta dentes iguais aos da personagem Mônica.